# Espinela de Samaria
La espinela de Samaria es una gema de color rojo sangre con un peso de 500 quilates (100 g), considerada la espinela más grande de su tipo en el mundo. Forma parte de las Joyas Nacionales Iraníes. depositadas en el Banco Central de Irán en Teherán.

## Orígenes
Esta espinela, junto con otra más pequeña de 270 quilates (54,0 g), fue capturada y llevada a Irán por Nader Sah tras invadir la India en el siglo XVIII.
La espinela de Samaria tiene un agujero. Según una entrada del diario del médico de la corte de Nasereddín Sah Kayar, el shah le contó que la piedra adornaba el cuello del becerro de oro del relato bíblico, que se dice que los israelitas fundieron mientras Moisés recibía los Diez Mandamientos. Posteriormente se le añadió un diamante para ocultar el agujero.